# 拉法葉鎮區 (密蘇里州克林頓縣)
拉法葉鎮區（英語：Lafayette Township）是位於美國密蘇里州克林頓縣的一個行政鎮區。

## 地方資料
拉法葉鎮區的面積為128.46平方千米，當中陸地面積為128.39平方千米，而水域面積為0.07平方千米。根據2020年美國人口普查的數據，當地共有人口721人，而人口密度為每平方千米5.61人。